# Кел
«Кел» (англ. Cal) — науково-фантастичне оповідання американського письменника Айзека Азімова, опубліковане у 1990 році. Оповідання ввійшло в збірку «Золото» (1995).

## Сюжет
Господар робота Кела є письменником. Кел, під його впливом вирішує навчитися писати. Господар оплачує обладнання його мозку словником і дає йому поради і деякі з його власних книг для читання, а також граматичний словник. Кел намагається написати детектив, як і його господар, але це утруднюється підкоренням трьом законам робототехніки: неможливість завдати шкоди людині, Кел вирізає з сюжету все насильство, роблячи детективний сюжет безглуздим. Господар вирішує наділити Кела почуттям гумору. Кел пише дуже хорошу гумористичну історію, таку добру, що господар боїться опинитись в тіні слави свого робота. Він наказує техніку видалити здатності Кела. Кел, почувши це, вирішує вбити свого господаря, всупереч першому закону, оскільки, його нові бажання мають вищий пріоритет. Кел усвідомлює «Я хочу бути письменником».
Гумористичне оповідання, написане Келом, є одним із оповідань Азімова про Азазела.